# Tabanus griseus
Tabanus griseus är en tvåvingeart som först beskrevs av Gmelin 1790.  Tabanus griseus ingår i släktet Tabanus och familjen bromsar. Inga underarter finns listade i Catalogue of Life.